# Achille Berg
Pour les articles homonymes, voir Achille Berg (1832-1875) et Berg.
 (octobre 2013).
Si vous disposez d'ouvrages ou d'articles de référence ou si vous connaissez des sites web de qualité traitant du thème abordé ici, merci de compléter l'article en donnant les références utiles à sa vérifiabilité et en les liant à la section « Notes et références ».

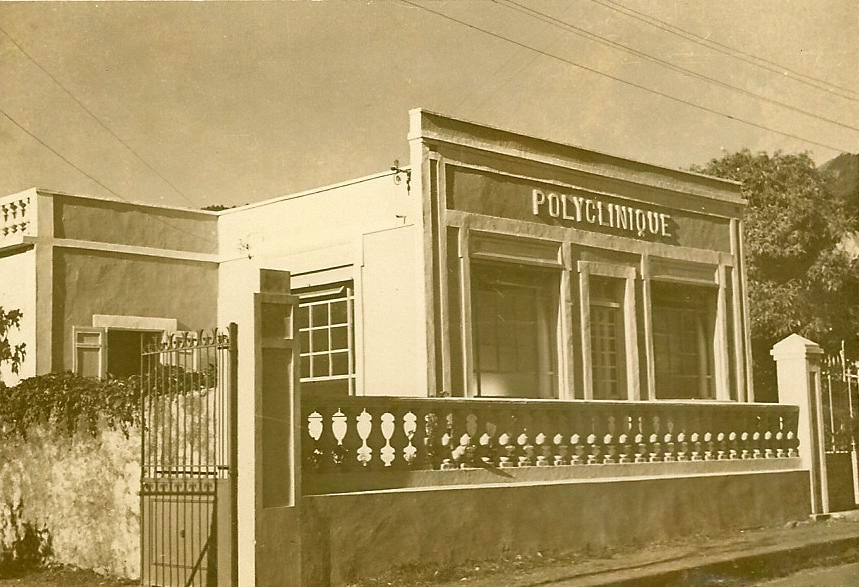
Polyclinique du Dr Achille Berg à Saint-Denis (Réunion), dans les années 1940-1950

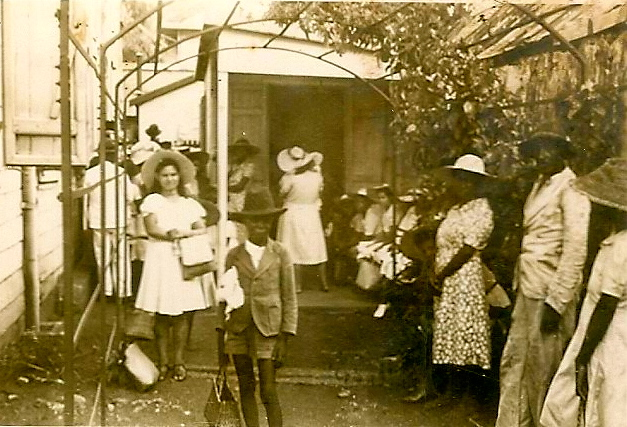
Cabinet du Dr Achille Berg : salle d'attente en plein air

Adrien Marie Achille Berg, né le 8 décembre 1901 à Sainte-Suzanne et mort le 12 juin 1976 à Saint-Denis, est un médecin réunionnais, petit-fils d'Achille Berg, chirurgien de la Marine impériale.
Médecin et chirurgien, chef de service de chirurgie du centre hospitalier départemental de Saint-Denis de La Réunion, il fut président du Conseil de l’Ordre des médecins de La Réunion.

## Biographie
Il naquit le 8 décembre 1901 à Sainte-Suzanne (Ile de La Réunion). Après ses études au lycée Bourbon, il y travaille un an comme surveillant pour financer ses études de médecine, à Montpellier. 
Après des études de médecine à Montpellier où il soutient sa thèse de doctorat sur l’hérédité de la tuberculose, qu’il dédia à son grand-père, il revient dans la colonie en février 1928, ouvre à Saint-Denis un cabinet de médecine générale et une polyclinique, le 16 juin 1935, associé aux docteurs Raphaël Fauvette, puis Yves Lapierre.
Il épouse Paule Martin, nièce de Gabriel Martin, médecin à Saint-Paul, le 26 décembre 1933 et a sept enfants, dont trois filles devinrent médecin, ainsi que cinq de ses gendres et quatre de ses petits-enfants.
L’île comptait alors très peu de médecins, et les rares praticiens devaient cumuler les tâches, jour et nuit. En 1932, il est médecin du lycée Leconte de l’Isle, seul lycée de l’Île, jusqu’au transfert de ce lycée au Butor en 1970. En août 1933, il est médecin suppléant de la section chirurgie du Centre hospitalier Félix-Guyon et devient titulaire en juin 1937, prenant la suite du docteur Déramond, oncle de son épouse. 
Pendant la Seconde Guerre mondiale, en raison de la véritable rafle de tous ceux qui étaient médecins, il ne restait plus que cinq médecins à Saint-Denis. Il est mobilisé sur place en sa qualité de chef de service. Par la suite, il cumule les responsabilités : médecin-visiteur de la maternité coloniale de 1939 à 1950, enseignant à l’école d’infirmières dès sa création le 16 octobre 1948, directeur de la Santé de novembre 1945 à juillet 1946. En 1962, il est élu à la présidence du Conseil de l’ordre des médecins, à la suite de Roger Serveaux qui succédait lui-même à Gabriel Martin. Il publie sur la lèpre très répandue dans l’île, tout comme avant lui l’avait fait son ancêtre. Il prend sa retraite en 1966 et meurt le 12 juin 1976. Il était l’oncle d’Adrien Berg, lui aussi chirurgien au centre hospitalier Félix Guyon et qui prit sa relève.

## Pensée
Achille Berg se définissait lui-même comme « médecin-charnière » entre une situation sanitaire dramatique et la médecine moderne